# Girls' Generation
Girls' Generation (кор. 소녀시대, трансліт. Соньо Сіде, укр. Покоління дівчат), також відомі як SNSD — південнокорейський жіночий гурт, сформований лейблом SM Entertainment. Складається з восьми учасниць: Тхейон, Санні, Тіффані, Хьойон, Юрі, Суйон, Юна, Сохьон. Дев'ята учасниця, Джессіка, покинула гурт у вересні 2014 року. Girls' Generation є одним з найвідоміших представників «корейської хвилі» та одним з найуспішніших K-pop-гуртів. В Південній Кореї Girls' Generation отримали численні відзнаки та титул «Національний жіночий гурт».
Girls' Generation дебютували 5 серпня 2007 року з однойменним альбомом та синглом «Into the New World». Гурт здобув популярність у 2009 році завдяки синглу «Gee» та закріпив її синглами «Genie», «Oh!» і «Run Devil Run». Другий корейський студійний альбом Oh! (2010) переміг на церемонії нагородження Golden Disc Awards у категорії «Альбом року». 2011 року Girls' Generation вийшли на японську сцену з однойменним японським альбомом, який став комерційно успішним. Третій корейський студійний альбом гурту The Boys став найбільш продаваним альбомом 2011 року у Південній Кореї. SNSD продовжували нарощувати свою популярність, випустивши альбоми I Got a Boy (2013), Lion Heart (2015) і Holiday Night (2017). Після п'ятирічної перерви вони повернулися із сьомим корейським студійним альбомом Forever 1 (2022).
Фірмовими музичними стилями гурту називають електропоп і баблгам-поп, з елементами хіп-хопу, ритм-енд-блюзу та електронної танцювальної музики. У 2017 році «Білборд» охрестив Girls' Generation «Найкращим жіночим K-pop-гуртом останнього десятиріччя». SNSD є першим азійським колективом, музичний відеокліп якого досяг 100 мільйонів переглядів на YouTube («Gee»). Вони стали першим неяпонським жіночим гуртом, який тричі очолював японський чарт альбомів, а їхні три японські концертні тури зібрали рекордну кількість у 550 000 глядачів.

## Назва
Корейська назва гурту — Соньо Сіде (кор.: хангиль: 소녀시대, ханча: 少女時代, НЛ: Sonyeo Sidae) — походить від китайсько-корейського кореня (китаїзму) та означає «Покоління дівчат»; вони також відомі як SoShi (кор. 소시) або SNSD, скорочені форми корейської назви гурту. Оскільки вона складається з китайських коренів, назва подібна японською та китайською (мандаринською) мовами: Сьодзьо Дзідай (яп. 少女時代) та Сяоню Сідай (кит. трад. 少女時代, спр. 少女时代). Окрім того, назва колективу співпадає з назвами його дебютних корейського і японського альбомів та провідного синглу, який своєю чергою є рімейком однойменної пісні 1989 року[⇨].

## Кар'єра

### 2000—2008: Формування та дебют
Першою учасницею майбутнього гурту стала Джессіка: представники лейблу SM Entertainment помітили її та її сестру Крістал Чон 2000 року у торговельному центрі Кореї під час сімейної відпустки, і запропонували стати стажистами. Того ж року через відкрите прослуховування до компанії доєдналися Суйон і Хьойон; остання пройшла завдяки танцювальним навичкам. Згодом Суйон познайомилася з японською сценою як учасниця попдуету Route 0, який розпався через рік після свого дебюту у 2002 році. 2001 року стажисткою SM стала Юрі, яка посіла друге місце на відкритому танцювальному конкурсі SM Youth Best Dancer. Наступного року на відкритому прослуховуванні стажеркою компанії обрали Юну, яка співала й станцювала під пісні своїх улюблених артисток, БоА та Брітні Спірс. Перед цим дівчина пройшла близько 200 прослуховувань на участь у музичних кліпах, серіалах і фільмах. Наймолодшу учасницю гурту Сохьон представник SM помітив у метро у 2003 році; потім вона пройшла прослуховування, співаючи дитячі пісні.

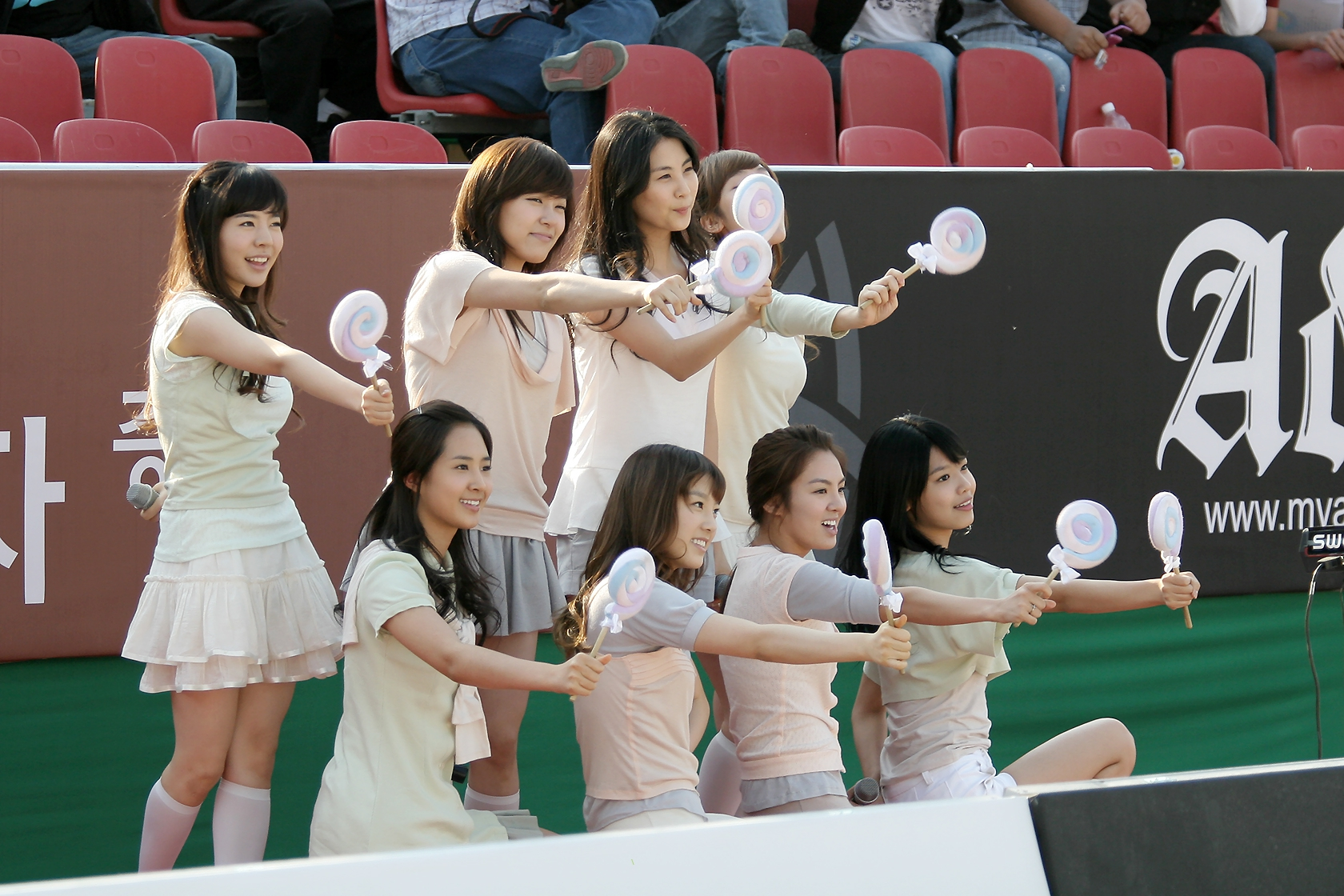
Girls' Generation виступають на змаганнях з пляжного волейболу на Jamsil Arena (Сеул, 2008 рік)

Лідер гурту Тхейон доєдналася до лейбла у 2004 році після перемоги на співочому конкурсі SM. Того ж року Тіффані пройшла прослуховування в SM Starlight Casting System у Лос-Анджелесі та приєдналася до компанії у жовтні. Останньою учасницею, яка доєдналася до майбутнього гурту, була Санні. Вона була стажеркою SM у 1998—2003 роках, після чого перейшла в іншу компанію, Starworld. Там дівчина тренувалася, щоб дебютувати у дуеті під назвою Sugar, однак цього так і не сталося. У 2007 році за рекомендацією корейсько-японської співачки Лі Аюмі Санні повернулася до SM Entertainment і стала дев'ятою учасницею Girls' Generation незадовго до дебюту.
У липні 2007 року Girls' Generation взяли участь у телешоу «Школа року» (англ. School of Rock), де вперше виступили з дебютним синглом «Into the New World» (кор. 다시 만난 세계, трансліт. Тасі маннан сеґє). 5 серпня 2007 року колектив вперше виступив на музичному шоу Inkigayo з цією ж піснею. У листопаді 2007 року вийшов дебютний студійний альбом Girls' Generation разом із синглами «Girls' Generation» (рімейк пісні Лі Синчхоля 1989 року) і «Kissing You». Продажі Girls' Generation сягнули 56 804 копій, він став 12-м найпродаванішим альбомом Південної Кореї у 2007 році. 17 березня 2008 року вийшло перевидання під назвою Baby Baby разом з однойменним синглом. Станом на 2009 рік у країні було продано понад 120 000 примірників Girls' Generation.

### 2009—2010: Прорив і японський дебют
Попри непоганий прийом дебюту Girls' Generation критиками й публікою, гурт здобув популярність лише у 2009 році. 7 січня гурт випустив свій перший мініальбом Gee, продажі якого сягнули 100 000 примірників у Південній Кореї. Його головний сингл посідав перше місце на музичному шоу Music Bank протягом рекордних дев'яти тижнів поспіль. «Gee» став найбільш комерційно успішним синглом 2009 року у Південній Кореї, найуспішнішою піснею 2009 року і кінця 2000-х у країні, завдяки чому набув статусу культового, а також став найвідомішою піснею у дискографії Girls' Generation та їхньою «візитівкою». Другий мініальбом SNSD Genie та його головний сингл були випущені 29 червня 2009 року. Протягом першого тижня було продано 50 000 копій альбому, він посів восьме місце у тайванському чарті G-Music. У листопаді 2009 року SM Entertainment оголосив про перший концертний тур гурту «Into The New World», квитки на корейські шоу якого були розкуплені за три хвилини. Під час туру дівчата відвідали Сеул у грудні 2009 року, Шанхай у квітні 2010 року і Тайбей у жовтні 2010 року.

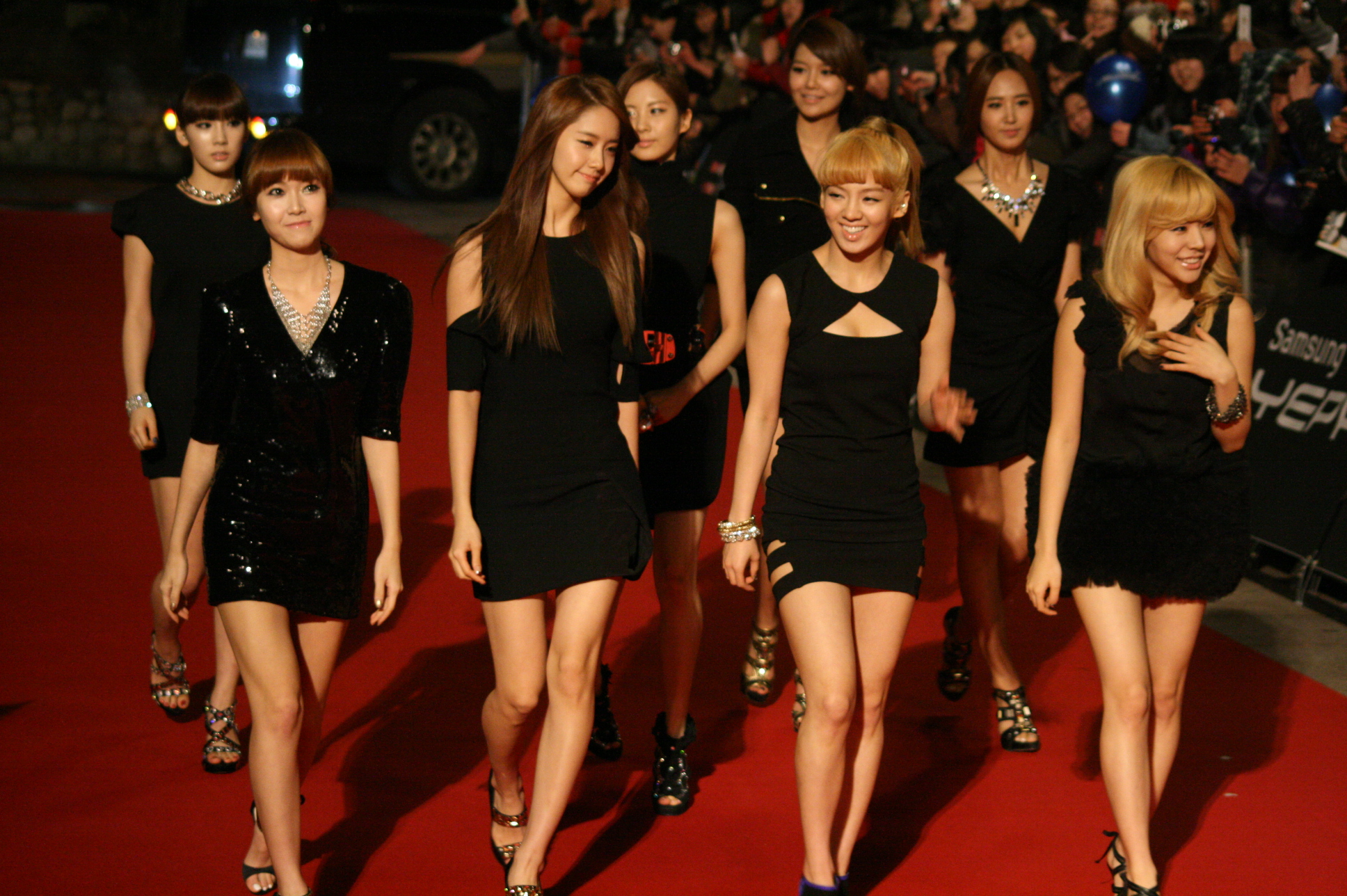
Girls' Generation на Golden Disc Awards, 2010 рік

Другий студійний альбом Girls' Generation Oh! вийшов 28 січня 2010 року. Він очолив південнокорейський альбомний чарт Gaon Album Chart із понад 197 934 проданих копій протягом усього року. Головний трек альбому посів вершину південнокорейського цифрового Gaon Digital Chart і став другим за кількістю завантажень синглом 2010 року у країні з понад 3,3 мільйонами проданих копій. Перевидання Oh! під назвою Run Devil Run вийшло 17 березня 2010 року, воно також посіло перше місце у Gaon Album Chart. Видання сильно відрізнялося від оригінального альбому і від усієї дискографії колективу завдяки своїй темнішій концепції. Однойменний головний сингл також досяг першого рядка в хіт-параді Gaon Digital Chart. Загалом Oh! і Run Devil Run були другим і четвертим найпродаванішими альбомами 2010 року відповідно.
У середині 2010 року Girls' Generation підписали контракт із Nayutawave Records (нині EMI Records Japan), підрозділом Universal Music Japan, щоб вийти на японську сцену. Їхнім дебютним релізом став DVD під назвою New Beginning of Girls' Generation, випущений у серпні 2011 року, що містив сім відеокліпів гурту та спеціальні бонусні кадри. DVD посів четверте місце у японському чарті Oricon DVD Chart 23 серпня 2010 року. Японська асоціація звукозаписувальних компаній (RIAJ) надала йому золотий сертифікат. 25 серпня 2010 року SNSD виступили перед 22 000 шанувальниками на своєму першому концерті у цій країні. У вересні 2010 року Girls' Generation випустили японську версію «Genie» як японський дебютний сингл. Він посів четверте місце у хіт-параді Oricon Singles Chart і отримав платиновий сертифікат від RIAJ. Наступного місяця група випустила другий японський сингл «Gee» (японська версія), який опинився на другому рядку Oricon Singles Chart. «Gee» став першим синглом неяпонського жіночого гурту, який увійшов до трійки лідерів чарту Oricon з 1980 року. Станом на 2012 рік він був проданий тиражем у 207 000 примірників; на 2014 рік ця цифра збільшилася до одного мільйона, за що сингл отримав мільйонну сертифікацію від RIAJ. Окрім діяльності у Японії, Girls' Generation разом з колегами по лейблу брали участь у світовому турі «SM Town Live '10 World Tour», який розпочався 21 серпня на Олімпійському стадіоні у Сеулі.
Третій корейський мініальбом Girls' Generation Hoot (кор. 훗) вийшов 27 жовтня 2010 року. Він посів перше місце у Gaon Albums Chart і друге в Oricon Singles Chart, а також став третім альбомом-бестселером 2010 року у Південній Кореї. Головний трек опинився на вершині Gaon Digital Chart. На Seoul Music Awards 2010 та 2011 років гурт двічі поспіль вигравав звання «Артист року»; жіночому колективу це вдалося вперше.

### 2011—2012: Успіх у Японії таThe Boys

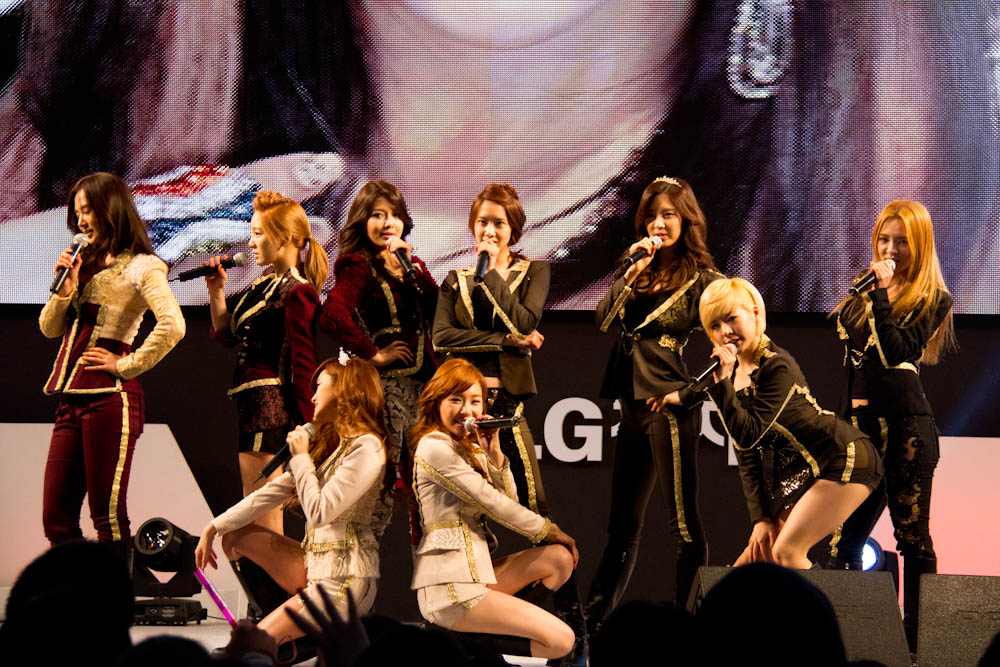
Girls' Generation виконують «The Boys» на LG Cinema 3D World Festival, 2012 рік

Girls' Generation закріпили свій японський успіх синглом «Mr. Taxi / Run Devil Run», випущеним 27 квітня 2011 року. Сингл посів друге місце в Oricon Singles Chart, а у квітні 2017 року офіційно отримав статус «мільйонника» від RIAJ. Після випуску трьох синглів, 1 червня 2011 року вийшов дебютний японський студійний альбом Girls' Generation. З метою його просування SNSD вирушили у перший японський тур «The 1st Japan Arena Tour», який розпочався в Осаці 31 травня; тур загалом залучив 140 000 людей і зібрав приблизно 20 мільярдів вон. Альбом набув величезного успіху, досягнув вершини чарту Oricon Albums Chart і став першим альбомом іноземного жіночого гурту, який очолив даний хіт-парад. Протягом першого місяця після випуску Girls' Generation розійшовся тиражем 500 000 копій і отримав подвійний платиновий сертифікат від Японської асоціації звукозаписувальних компаній. Альбом став п'ятим і п'ятнадцятим бестселером Японії у 2011 і 2012 роках відповідно, із загальним обсягом продажів 871 097 копій. Перевидання під назвою The Boys вийшло 28 грудня 2011 року і досягло п'ятого місця в Oricon Albums Chart. У травні 2012 року Girls' Generation отримав мільйонний сертифікат від RIAJ за продаж мільйона копій у країні — корейський жіночий гурт досяг цього вперше. Альбом отримав нагороду «Альбом року» на MTV Video Music Awards Japan 2012. Після масштабного успіху у Японії Girls' Generation стали вважатися одним із провідних корейських жіночих гуртів у країні, нарівні з Kara.
Третій корейський студійний альбом Girls' Generation The Boys вийшов 19 жовтня 2011 року. У Сполучених Штатах дистрибуцією займався лейбл Interscope Records — Girls' Generation вперше намагалися поширити свій вплив у країні. Для просування The Boys в усьому світі, гурт вперше виступив на американському телебаченні: 31 січня на «Пізньому шоу з Девідом Леттерманом» та 1 лютого на Live with Kelly; на обох шоу SNSD заспівали англійську версію головного синглу. 9 лютого дівчата також виступили на французькому телешоу Le Grand Journal. В Південній Кореї альбом The Boys розійшовся тиражем понад 460 000 копій і став найпродаванішим альбомом 2011 року. Головний сингл «The Boys» очолив Gaon Digital Chart і був завантажений понад 3,03 мільйона разів у 2011 році. У Штатах альбом зустрів помірний успіх: The Boys посів 17 місце у Billboard Top Heatseekers і був проданий тиражем 21 000 примірників.
27 червня 2012 року Girls' Generation випустили четвертий японський сингл «Paparazzi», який посів друге місце у чарті синглів і отримав золотий сертифікат від RIAJ. За даними SoundScan Japan, продажі протягом першого місяця становили 103 000 копій. Через три місяці, 14 вересня вийшла японська версія пісні «Oh!», яка стала їхнім першим синглом номер один у Японії та отримала золотий сертифікат від RIAJ. 28 листопада SNSD випустили другий японський альбом Girls & Peace, який розійшовся тиражем 116 963 копій протягом першого тижня та досяг другого місця у чарті. Пізніше він отримав платиновий сертифікат від Японської асоціації звукозаписувальних компаній і посів 41 місце у списку найпродаваніших альбомів 2012 року у Японії (загалом 141 259 копій). На підтримку Girls & Peace вийшов сингл «Flower Power».

### 2013—2014:I Got a Boy, світове визнання та вихід Джессіки
21 грудня 2012 року Girls' Generation випустили «Dancing Queen» — провідний сингл із їхнього майбутнього корейського студійного альбому. Пісня була записана у 2008 році та призначалася для другого мініальбому колективу, проте концепцію змінили, а реліз довгий час не випускали; сингл був рімейком пісні британської співачки Даффі «Mercy» (2008). На Новий рік гурт випустив четвертий корейський студійний альбом I Got a Boy і провів спеціальне телевізійне шоу «Романтична фантазія Girls' Generation» (англ. Girls' Generation's Romantic Fantasy). Альбом досяг вершини чартів Gaon Albums Chart і Billboard World Albums Chart. Однойменний головний трек посів перше місце у Billboard K-pop Hot 100 та Gaon Digital Chart, і був завантажений понад 1,35 мільйона копій. «I Got a Boy», яка була найбільш експериментальною піснею в дискографії гурту і поєднувала в собі відразу кілька різних жанрів, стала хітом не тільки стала хітом в Кореї, але й дозволила колективу здобути міжнародне визнання. Музичний відеокліп на неї виграв звання «Відео року» на першій церемонії YouTube Music Awards у 2013 році. Це привернуло увагу західних ЗМІ та публіки, оскільки популярність Girls' Generation на той момент була значно нижчою, ніж в інших номінантів, зокрема Psy та Джастіна Бібера.
9 лютого 2013 року Girls' Generation вирушили у черговий японський тур «Girls & Peace: 2nd Japan Tour», який розпочався у Кобе. Супровідний DVD вийшов у вересні та очолив відповідний японський чарт. Перший світовий тур гурту «Girls' Generation World Tour Girls & Peace» тривав з червня 2013 року по лютий 2014 року; концерти пройшли у семи країнах Азії. Перед цим відбувся реліз реміксового альбому Best Selection Non Stop Mix у березні та концертного 2011 Girls' Generation Tour у квітні 2013 року. Перший потрапив на шосте місце у японському альбомному чарті, а другий очолив аналогічний корейський. Третій японський студійний альбом Girls' Generation Love & Peace вийшов у грудні 2013 року. Альбом став № 1 в Oricon Albums Chart і отримав золотий сертифікат від RIAJ. На його підтримку вийшли сингли «Love & Girls» і «Galaxy Supernova», які посіли четверте і третє місця в Oricon Singles Chart відповідно.

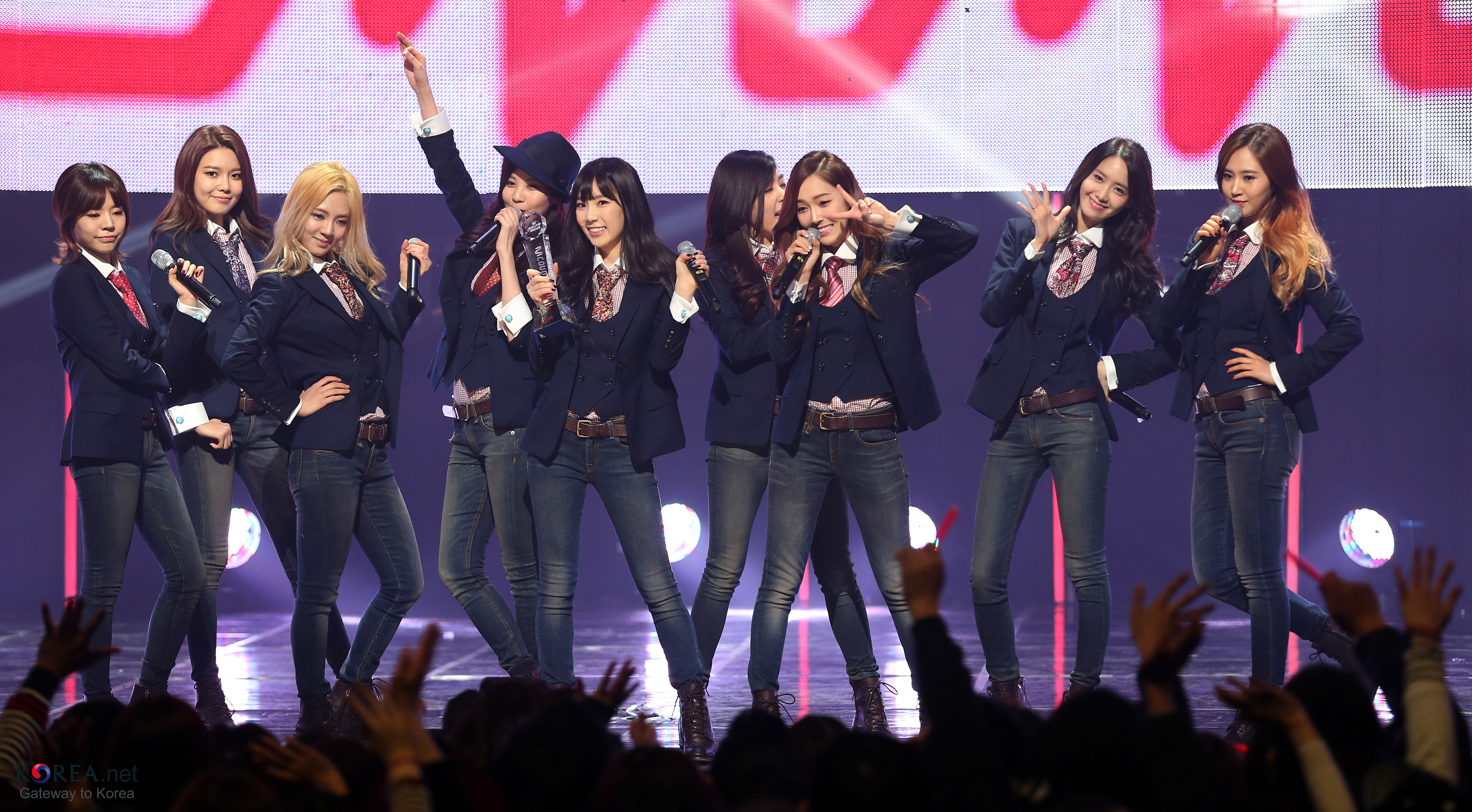
Girls' Generation виконують «Mr.Mr» на M Countdown

Четвертий корейський мініальбом Girls' Generation Mr.Mr., випущений 24 лютого 2014 року, посів першу сходинку чарту та став п'ятим найпродаванішим альбомом за рік у Південній Кореї з понад 163 000 проданими копіями. У США Mr.Mr дебютував під номером 110 у Billboard 200 з продажами у 3 000 примірників за перший тиждень. Головний трек став № 1 у сингловому хіт-параді та був завантажений понад 900 000 разів. 23 липня 2014 року гурт випустив перший японський альбом із найкращими хітами The Best, який складався з попередніх синглів та чотирьох нових треків. Він лідирував в Oricon Albums Chart два тижні поспіль і був проданий тиражем понад 175 000 примірників. Таким чином Girls' Generation стали першим іноземним жіночим гуртом, що має три альбоми № 1 у Японії. Того ж місяця SNSD завершили третій японський концертний тур «Love & Peace» і встановили рекорд серед дівочих K-pop-гуртів за відвідуваністю концертів: за три японські концертні тури вони залучили 550 000 глядачів.

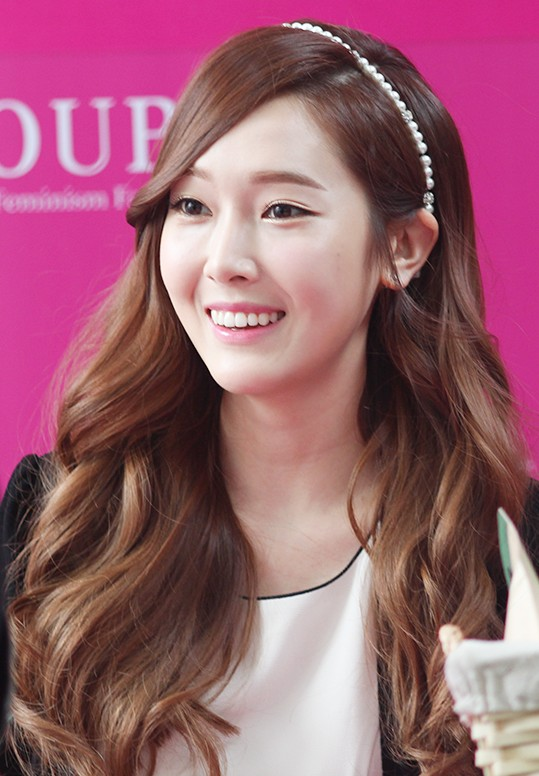
Джессіка Чон, 2014 рік

30 вересня 2014 року учасниця Джессіка у своєму акаунті на Weibo оголосила, що її виключили з гурту. SM Entertainment підтвердив її вихід, заявивши, що Girls' Generation тепер просуватиметься у складі восьми учасниць. Причиною раптового виключення Джессіки став конфлікт між розкладами діяльності її особистого модного бренду, запущеного в серпні, та діяльності Girls' Generation. Під час зустрічі шанувальників, яка відбулася того ж дня в Шеньчжені, учасниці були помітно емоційними та не підготовленими до виступу в новому складі: шанувальники самостійно співали всі партії Джессікі, а її місця в хореографії залишилися порожніми. Наступного дня лідер гурту Тхейон попросила вибачення перед фанатами, сказавши: «З самого початку усе, чого ми бажали — захистити Girls' Generation. Нам дуже шкода. Будь ласка, повірте в нас ще раз».
9 грудня SNSD провели перший концерт у Токіо Доум під назвою «The Best». Подія виявилася аншлаговою і зібрала 50 000 глядачів. Записане шоу вийшло на DVD у квітні 2015 року; диск став комерційно успішним.

### 2015—2021:Lion Heart,Holiday Nightі перерва

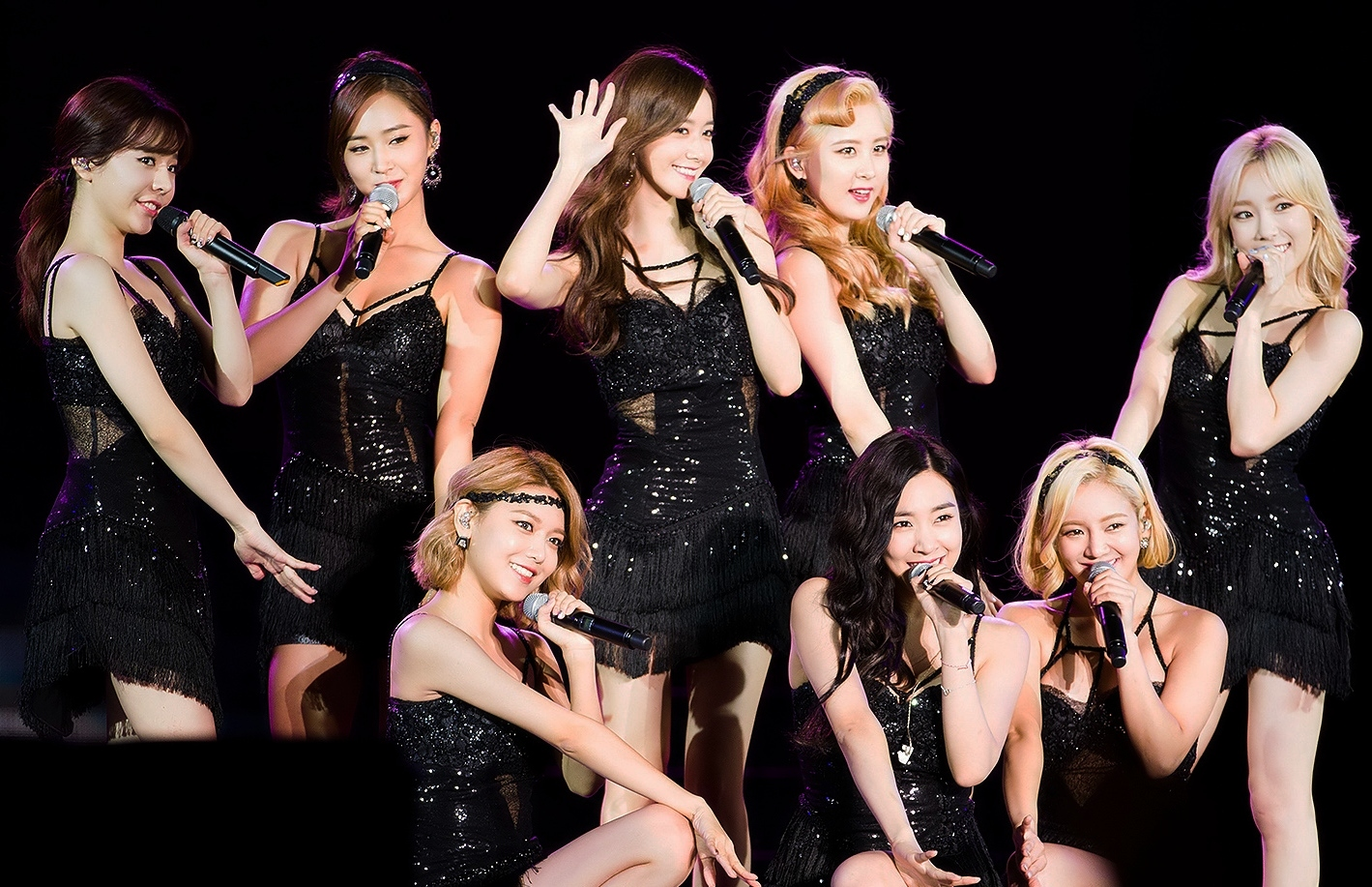
Girls' Generation на DMC Festival, 2015 рік

Навесні 2015 року Girls' Generation повернулися у складі восьми учасниць, випустивши сингл «Catch Me If You Can». Він був записаний корейською та японською мовами; корейська версія була випущена 10 квітня, японська — 22 квітня. У Кореї пісня посіла 19 місце, у Японії — восьме.
П'ятий корейський студійний альбом (і перший у складі восьми учасниць) Lion Heart був випущений 19 серпня 2015 року. Альбом очолив чарт Південної Кореї та посів 11 місце в Японії. У 2015 році продали понад 145 000 примірників альбому. Вийшло три сингли: головний «Party» посів перше місце у Gaon Digital Chart і десяте місце у Japan Hot 100. Після виходу «Party» Girls' Generation опинилися на 44-му рядку Billboard Social 50 у випуску від 1 серпня 2015 року. Наступного тижня гурт піднявся на 22 місце. Інші сингли «Lion Heart» і «You Think» вийшли разом з альбомом. Вони досягли відповідно четвертого та 30 місць у хіт-параді.
З метою просування альбому гурт знявся у південнокорейському реаліті-шоу «Канал Girls' Generation» (англ. Channel Girls' Generation), де учасниці розповіли про підготовку до повернення та показали своє повсякденне життя. 21 листопада 2015 року кони вирушили в тур «Girls' Generation's Phantasia», який розпочався у Сеулі. Одночасно був анонсований четвертий японський тур, який розпочався 12 грудня у Нагої. Музичний чарт Gaon оголосив, що у 2015 році Girls' Generation стали найуспішнішим жіночим гуртом Південної Кореї. У серпні 2016 року на дев'яту річницю SNSD, SM Entertainment випустив сингл під назвою «Sailing (0805)». Текст написала учасниця Суйон, підкресливши стосунки між гуртом і шанувальниками.

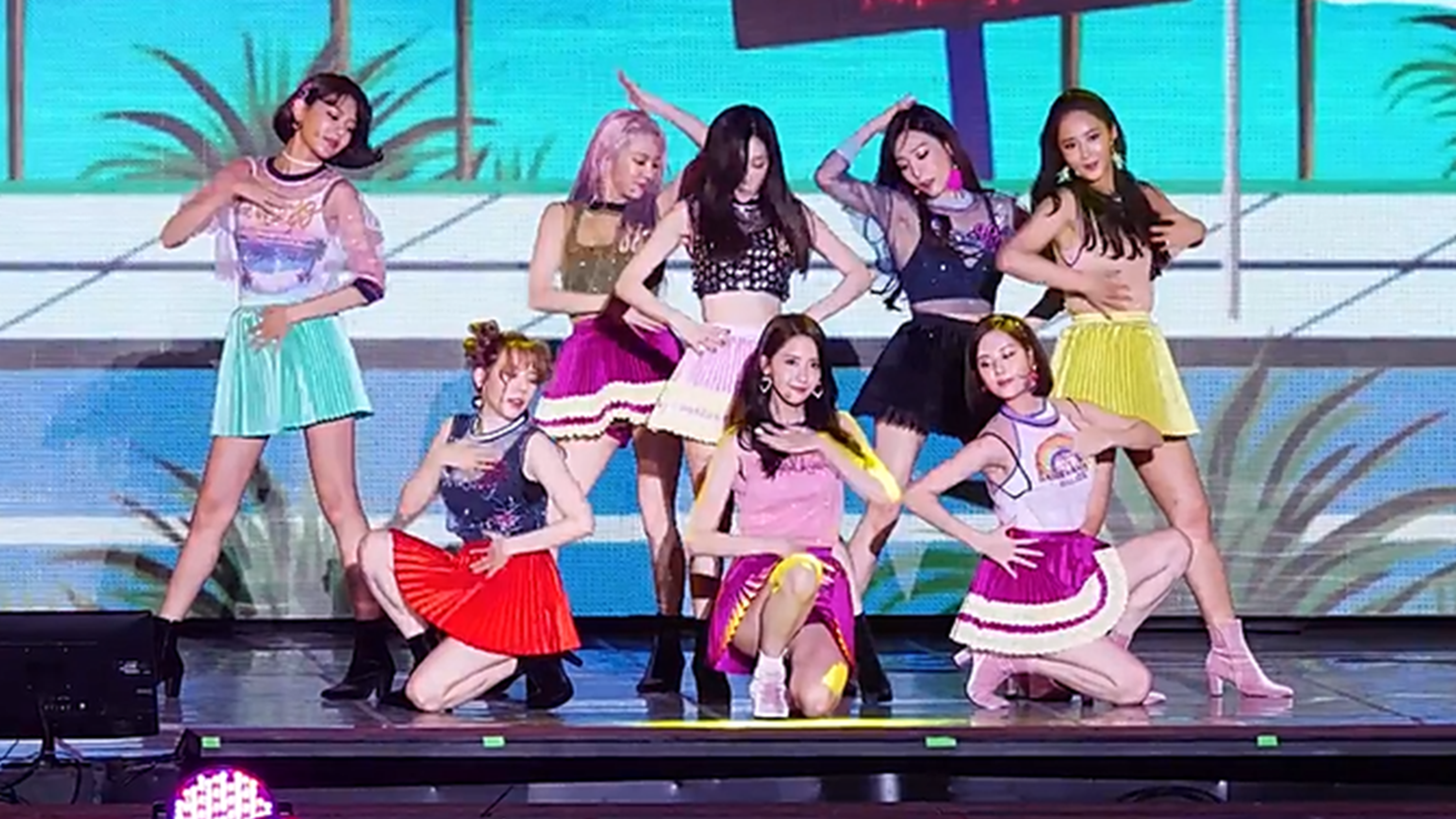
Girls' Generation на DMC Peace Concert, 2017 рік

У липні 2017 року Girls' Generation оголосили про випуск шостого корейського студійного альбому на честь десятої річниці гурту. Платівка Holiday Night була випущена 7 серпня 2017 року, дебютувала на вершині чарту Billboard World Albums і досягла другого місця у Gaon Albums Chart. Альбом перевершив The Boys за швидкістю продажів протягом першого тижня — 90 000 примірників — найкращий результат Girls' Generation. До кінця 2017 року Holiday Night розійшовся тиражем понад 167 000 копій.
У жовтні 2017 року Тіффані, Суйон і Сохьон покинули SM Entertainment, при цьому залишаючись учасницями Girls' Generation. Через тривалу перерву з того ж року всі дівчата зосередилися на індивідуальній кар'єрі: знімалися у кіно, драмах і п'єсах, виступали на вар'єте, відкрили особисті канали на YouTube, а також продовжили випуск сольної музики. У 2020 році різноманіття їхніх проєктів було названо «ідеальним прикладом зростання національного жіночого гурту» з понад десятирічним стажем. Зокрема, Юна, Суйон, Юрі та Сохьон привернули увагу як актриси. Крім того, дівчата з Girls' Generation продовжують підтримувати одна одну, попри діяльність поза гуртом.
SNSD возз'єдналися у вересні 2021 року, вперше за чотири роки з'явившись на вар'єте-шоу You Quiz on the Block.

### 2022—дотепер: Возз'єднання таForever 1
У травні 2022 року SM Entertainment оголосив, що Girls' Generation повернеться як повноцінний колектив, щоб відсвяткувати п'ятнадцяту річницю. Перед поверненням дівчата взяли участь у 8-серійному реаліті-шоу «Сосі ТхамТхам» (кор. 소시탐탐, латиніз. Soshi TamTam), прем'єра якого відбулася 5 липня на JTBC. Їхній сьомий корейськомовний студійний альбом Forever 1 вийшов у серпні 2022 року та посів друге місце в Circle Chart. Того ж місяця гурт виступив на концерті «SM Town Live 2022» та провів аншлаговий особливий захід «Long Lasting Love» у вересні 2022 року.
У серпні 2023 року Санні залишила SM Entertainment після закінчення ексклюзивного контракту з компанією.

## Учасниці

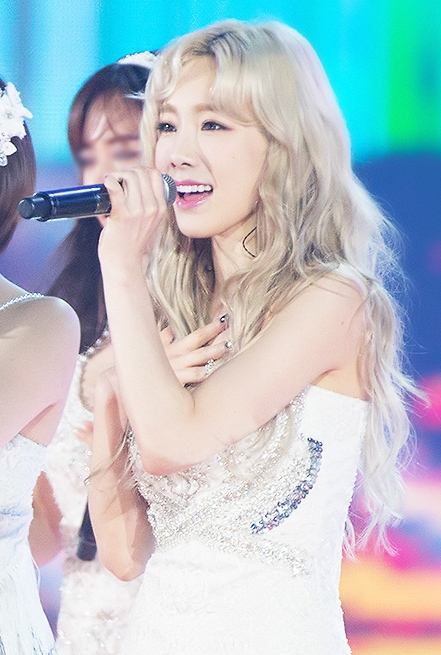
Тхейон
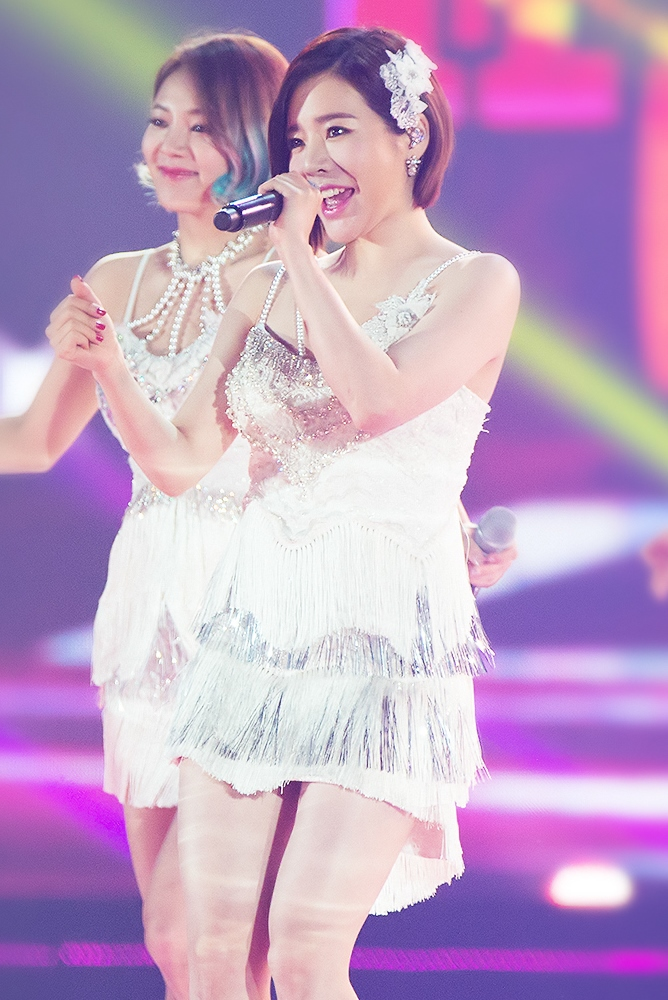
Санні[en]
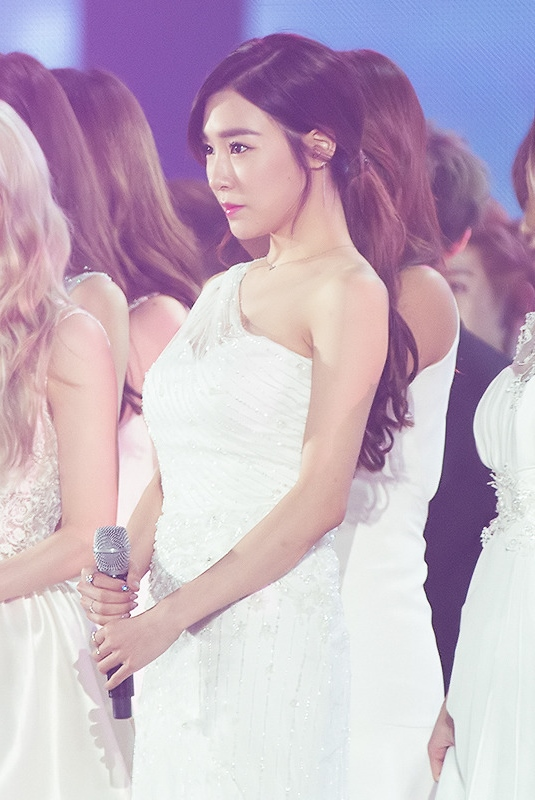
Тіффані
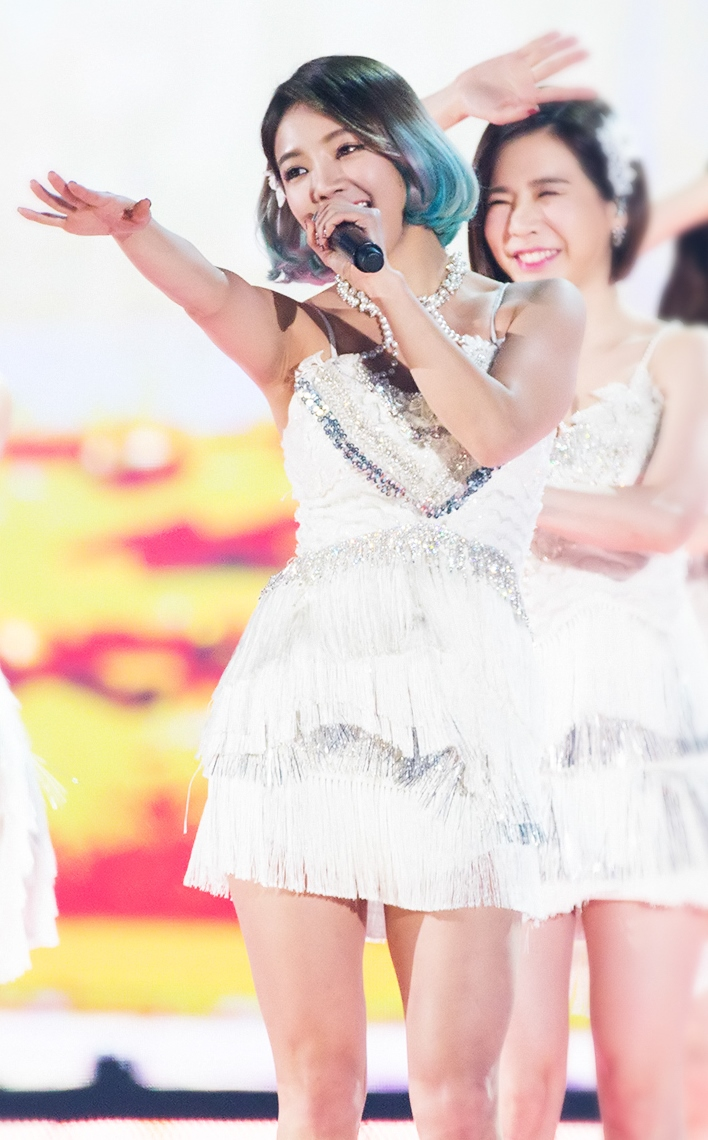
Хьойон
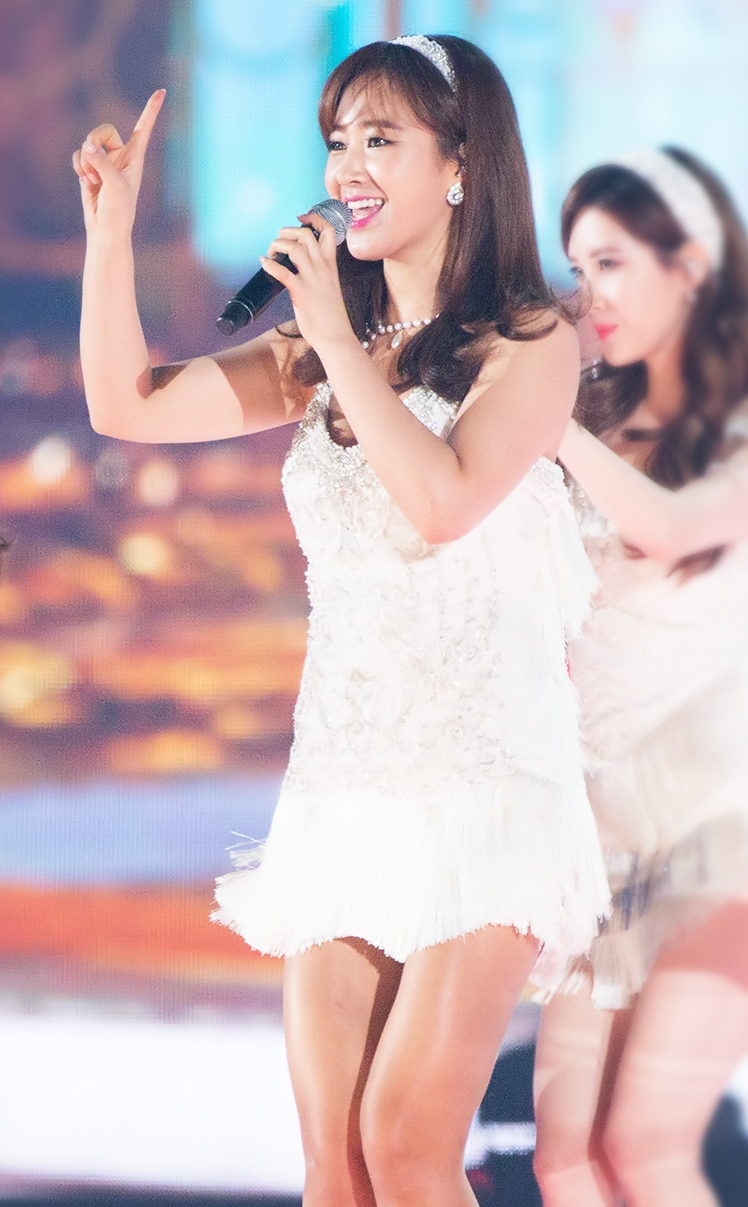
Юрі[en]
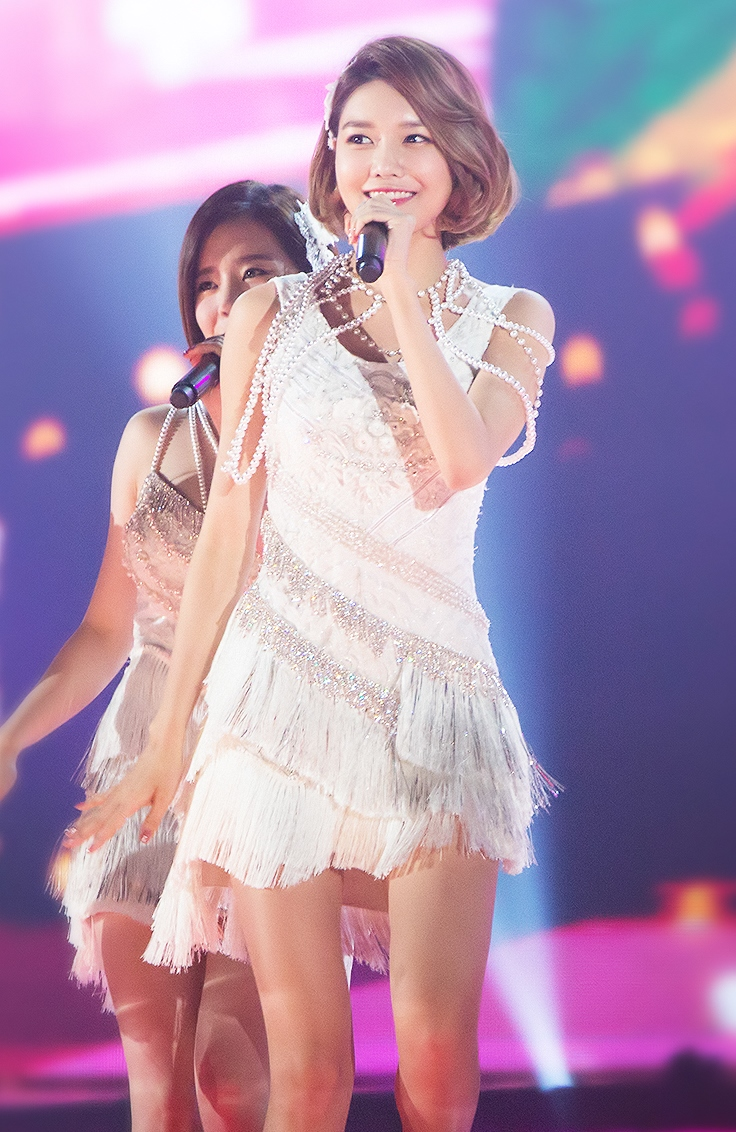
Суйон[en]
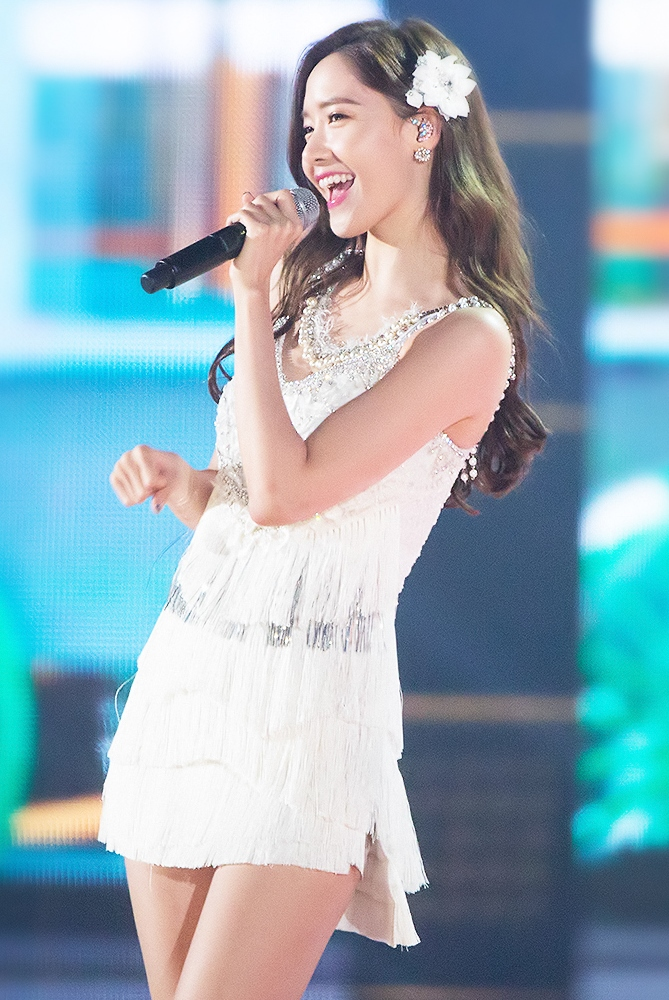
Юна
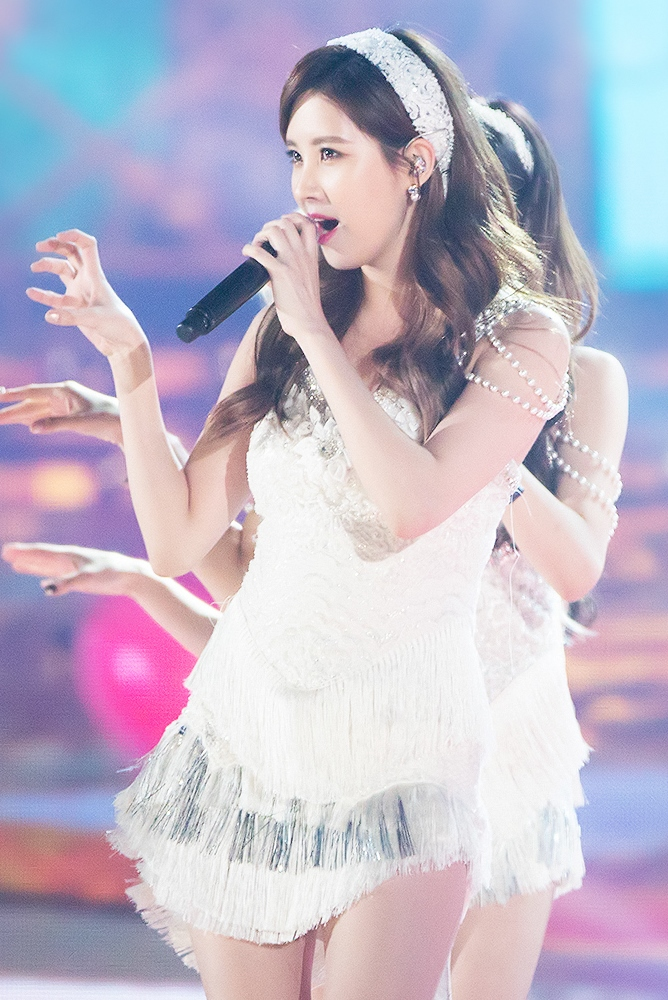
Сохьон

| Тхейон           | 태연   | Кім Тхейон                    | 김태연               | 9 березня 1989 (36 років)  | Лідер, головна вокалістка                                         |
| Санні            | 써니   | Лі Сункю                      | 이순규               | 15 травня 1989 (36 років)  | Ведуча вокалістка, саб-реперка                                    |
| Тіффані          | 티파니 | Стефані Йон Хван / Хван Мійон | 스테파니 황 / 황미영 | 1 серпня 1989 (35 років)   | Ведуча вокалістка, саб-реперка                                    |
| Хьойон           | 효연   | Кім Хьойон                    | 김효연               | 22 вересня 1989 (35 років) | Головна танцюристка, головна реперка, саб-вокалістка              |
| Юрі              | 유리   | Квон Юрі                      | 권유리               | 5 грудня 1989 (35 років)   | Головна танцюристка, ведуча реперка, саб-вокалістка               |
| Суйон            | 수영   | Чхве Суйон                    | 최수영               | 10 лютого 1990 (35 років)  | Ведуча танцюристка, ведуча реперка, саб-вокалістка                |
| Юна              | 윤아   | Ім Юна                        | 임윤아               | 30 травня 1990 (35 років)  | Ведуча танцюристка, ведуча реперка, саб-вокалістка, віжуал, центр |
| Сохьон           | 서현   | Со Джухьон                    | 서주현               | 28 червня 1991 (33 роки)   | Ведуча вокалістка, макне                                          |
| Колишні учасниці |        |                               |                      |                            |                                                                   |
| Джесіка          | 제시카 | Джесіка Чон / Чон Суйон       | 제시카 정 / 정수연   | 18 квітня 1989 (36 років)  | Головна вокалістка                                                |

## Підрозділи та сольні релізи

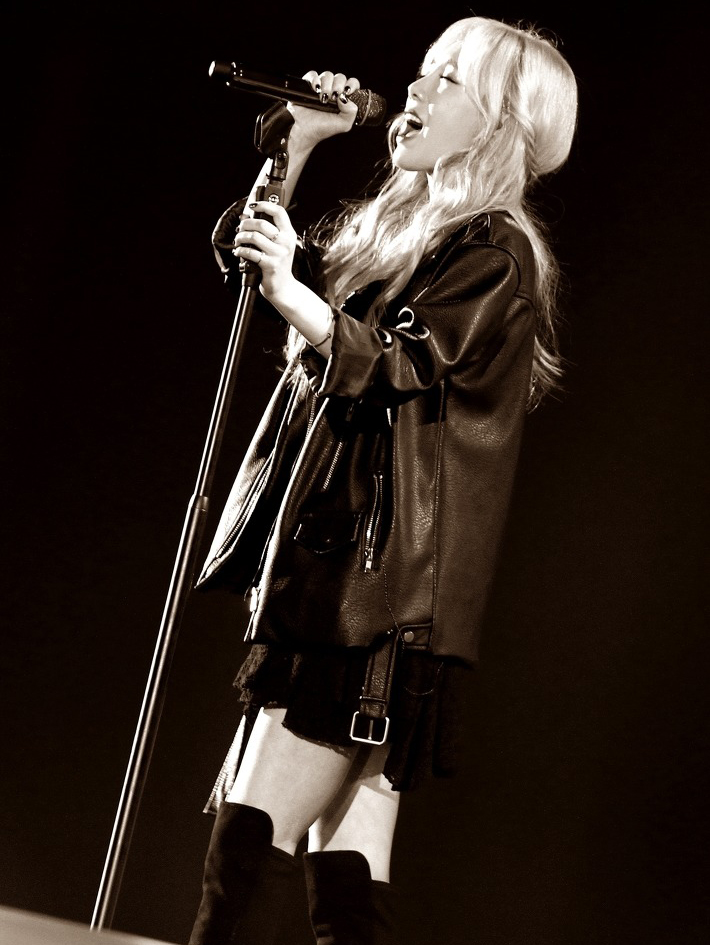
Тхейон — перша учасниця Girls' Generation, яка отримала сольний дебют

У квітні 2012 року SM Entertainment сформував підгурт під назвою Girls' Generation-TTS (або TaeTiSeo), до складу якого увійшли три учасниці: Тхейон, Тіффані та Сохьон. TTS випустили три мініальбоми: Twinkle (травень 2012 року), Holler (вересень 2014 року), і Dear Santa (грудень 2015 року). У серпні 2018 року SM сформував другий підгурт Girls' Generation-Oh!GG, що складається з п'яти учасниць: Санні, Тхейон, Юна, Юрі та Хьойон. 5 вересня вийшов їхній дебютний сингл-альбом Lil' Touch.
Тхейон — перша учасниця Girls' Generation, яка сольно дебютувала у жовтні 2015 року. Згодом вона випустила три студійні альбоми: My Voice (2017), Purpose (2019), і INVU (2022), а також три мініальбоми: Why (2016), This Christmas: Winter Is Coming (2017), Something New (2018), і Voice (2019). Другою соло отримала Тіффані, випустивши дебютний мініальбом I Just Wanna Dance у травні 2016 року. У травні 2019 року вже після виходу з SM Entertainment вона випустила другий мініальбом Lips on Lips. Далі Сохьон дебютувала з мініальбомом Don't Say No у січні 2017 року. У жовтні 2018 року Юрі випустила мініальбом The First Scene (2018), а у травні 2019 року як сольна виконавиця дебютувала Юна з мініальбомом A Walk to Remember (2019). З 2016 року Хьойон випускає цифрові сингли як під своїм іменем, так і під псевдонімом DJ Hyo, а у травні 2022 року вийшов її дебютний мініальбом Deep. У грудні 2018 року після виходу з SM Entertainment Суйон випустила перший сольний сингл «Winter Breath».

## Артистизм

### Музичний стиль
–Суйон про музичні стилі гурту
Основні жанри Girls' Generation — баблгам-поп і електропоп. Ранні сингли гурту, такі як «Gee», «Genie» (2009) і «Oh!» (2010), описуються як «милий» баблгам-поп; за зазначенням Ебіґейл Ковінґтон з The A.V. Club, «Gee» містить елементи техно та хіп-хопу. З часом музичний стиль колективу сильно змінився; Анчже Чжан з Нью-Йоркського університету написав, що хоча стилі Girls' Generation були мейнстримом у Південній Кореї, гурт «виріс до більш експериментального звучання».
Сингл «The Boys» (2011) має «зрілий» стиль і концепцію; він містить хіп-хоп, який Girls' Generation до цього рідко використовували. Однойменний студійний альбом, за словами рецензента AllMusic Тіма Сендри, містить швидкі танцювальні композиції «з прямим відчуттям попрадіо». Сингл «Dancing Queen» (2012) містить «фанкі-поп», що також відрізняється від фірмового електропоп-звучання гурту. «I Got a Boy» (2013) відзначили за суміш різноманітних музичних жанрів: від баблгам-попу, електропопу і драм-енд-бейсу до попрепу, EDM і дабстепу. Джефф Бенджамін з «Білборд» похвалив пісню як «один із найпередовіших попсинглів, які можна почути у будь-якій країні». Батьківський альбом обох вищезазначених синглів, I Got a Boy (2013), поєднує елементи широкого діапазону жанрів, таких як нова хвиля 1980-х років, EDM, а також класичний і сучасний ритм-енд-блюз.
Мініальбом Mr.Mr. (2014) містить «захопливий» R&B з «крутими, простими» мелодіями. Хізер Фарес з AllMusic відзначила вплив EDM, хіп-хопу, традиційної композиції K-pop та європопу кінця 1980-х на Mr. Mr., який вона назвала «набором пісень, які… розширюють музичне охоплення Girls' Generation». Lion Heart повернув SNSD до їхнього фірмового звучання; однак «You Think» є хіп-хоп-піснею з треп-бітами. Сингли «Holiday» та «All Night» з альбому Holiday Night (2017) також записані у жанрі баблгам-поп, проте «All Night» містить елементи ню-диско та електронної музики.

### Тексти пісень
SNSD співають пісні корейською, англійською та японською (у японських релізах) мовами. Попри те, що більша частина дискографії Girls' Generation написана композиторами SM Entertainment, деякі пісні створили учасниці гурту. Юрі написала текст пісні «Mistake» з мініальбому Hoot (2010). Суйон написала текст «How Great Is Your Love» з альбому The Boys (2011). Суйон, Юрі та Сохьон взяли участь у написанні «Baby Maybe» та «XYZ» з альбому I Got a Boy (2013). Сохьон є автором «Sweet Talk» та співавтором синглу «Holiday» із Holiday Night (2017); Юрі написала текст «It's You» з того ж альбому.
Основна тематика пісень Girls' Generation — «танцювальні вечірки» та «дівич-вечори». Деякі західні ЗМІ критикували пісні гурту за те, що вони «не зображують розширення прав та можливостей жінок», а сприяють протилежному. Так, Сіджей Лі з феміністичного журналу Fem критикувала «загальні» теми корейських жіночих гуртів на прикладах Wonder Girls і Girls' Generation, називаючи їх «сексистськими»: «Вони інфантилізують себе, щоб отримати чоловіків, зображуючи дитячу невинність. Це лише підтверджує, що жінки — слабкі істоти, які служать для задоволення чоловіків, і що чоловіки повинні бути достатньо мужніми, щоб захистити їх». Стефан Епштайн з Університету Вікторії у Веллінгтоні та Джеймс Тернбулл з Університету Донсо висловили занепокоєння тим, що тексти таких пісень, як «Gee» та «Oh!», можуть викликати питання щодо «лихоманки жіночих гуртів».
Деякі пісні Girls' Generation, як-от «Run Devil Run», «Hoot» і «Bad Girl» (з японського альбому 2011 року), зображають «впевнених молодих жінок із власною думкою», що є відходом від ранньої концепції. «The Boys» (2011) отримав похвалу за «феміністичний» текст, його порівнювали із синглом Бейонсе «Run the World (Girls)» (2011) за такий самий «жіночий» зміст. Иньон Чон у книзі «Корейська хвиля: Корейські медіа виходять на глобальний рівень» (2013) зазначив, що «The Boys» повідомляє про «сексуально сміливих жінок». Сингли «Holiday» і «All Night» (2017) отримали змішані відгуки критиків. Портал SeoulBeats зазначив, що текст та звучання «Holiday» повертають до дебютних часів гурту, проте лірика і відеоряд «абсолютно порожні», тоді як «All Night» звучить зріліше, і текст пісні, хай і про закоханість, усе одно має дуже велике значення для колективу.

### Публічний образ
Girls' Generation неодноразово переосмислювали власний модний стиль та сценічні виступи. Протягом перших років гурт виступав в уніформі; у дебютному синглі «Into the New World» дівчата постали в образі старшокласниць. У 2009 році колектив встановив тренд на яскраві вузькі джинси в епоху «Gee», а концепція морської тематики у «Genie» була визнана найкращою серед дівочих гуртів. У 2010 році образ колективу став більш різноманітним: вони використовували концепт чирлідерок в «Oh!», тоді як «Run Devil Run» відзначили за використання темної теми, яку охрестили «Темними Girls' Generation» (англ. Black SoShi). Того ж року гурт надихнувся дівчатами Джеймса Бонда для «Hoot». З 2011 року учасниці почали обирати власні наряди, підкреслюючи індивідуальність кожної. Під час ери «I Got a Boy» дівчата виступали у кросівках, а не у фірмових високих підборах, щоб правильно виконати хореографію. Візуал Girls' Generation для синглів «Catch Me If You Can» і «You Think» був відзначений складною хореографією з «потужнішим» і «сексуальнішим» образом.
Образ Girls' Generation вважався «невинним», а їхні виступи на сцені описувалися як «молодіжні» та «барвисті»; Сіджей Лі з Fem прокоментувала, що вбрання Girls' Generation часто відкривають ноги, а не «грудь або спину». Иньон Чон у книзі «Корейська хвиля» висловив думку, що концепції гурту поділяються на дві основні категорії: «невинна, мила, щаслива» (ранні сингли «Gee», «Genie», «Oh!») і «більш зріла, але не надто сексуальна, жіночна» (пізніші сингли «Run Devil Run» і «Hoot»). Дописувач Корейської служби культури та інформації назвав SNSD «сексуальними» та «дівчачими» «богинями, до яких важко підійти». Джон Сібрук з «Нью-Йоркера» описав Girls' Generation як «групу ошатних молодих жінок у вузьких брюках. Коли вони носять шорти, це потрібно для того, щоб показати ноги, а не сідниці». New York Magazine зазначив: «за словами керівників лейблу та шанувальників, привабливість [Girls' Generation] полягає не в їхній музиці, яка запам'ятовується, але є похідною. Натомість [гурт демонструє] скромність, яка дає шанувальникам ілюзію, що „коли ти бачиш їх на сцені, це виглядає ніби вони прийшли побачити тебе“». Тейлор Ґлесбі з Dazed зауважила, що не лише ранній «чистий» образ і музика колективу були привабливими, але й загалом особистості учасниць «унікально перетворили досвід GG в інтимну сімейну справу», зазначивши, що їхні прихильники дивляться на всіх дівчат як на «сестер, зразків для наслідування та ікон». Обговорюючи увагу громадськості до фізичного образу гурту, ведуча вокалістка Тіффані зауважила:
Спочатку це завжди турбує, навіть якщо ви заперечуєте. Але я вважаю, що якщо ви хочете перевершити себе, треба ввібрати все це у себе і бути задоволеними тим, що маєте. Спочатку було боляче дивитися на всі ці речі, але зараз я сприймаю це як конструктивну критику або взагалі не звертаю увагу.

## Спадщина
–Санні про популярність Girls' Generation
Girls' Generation визнаються видатною фігурою корейської культури та корейської хвилі. Їхня величезна популярність на батьківщині принесла гурту титули «Національні співачки» (кор. 국민가수, трансліт. Кунмін ґасу) і «Національний жіночий гурт» (кор. 국민걸그룹, трансліт. Кунмін кольґируп). У Південній Кореї їм приписують відновленням популярності дівочих гуртів, оскільки протягом 2002—2007 років у корейській музичній індустрії домінували чоловічі ідол-колективи. CNN назвав SNSD «національним феноменом» та «азійською версією Spice Girls», а у 2011 році канадський журналіст Тайлер Брюле у «Файненшл таймс» включив їх у десятку найвпізнаваніших особливостей Південної Кореї — єдиний музичний гурт, який потрапив до списку. Японський журнал Nikkei Business припустив, що міжнародний успіх Girls' Generation є музичним еквівалентом глобального успіху Samsung.

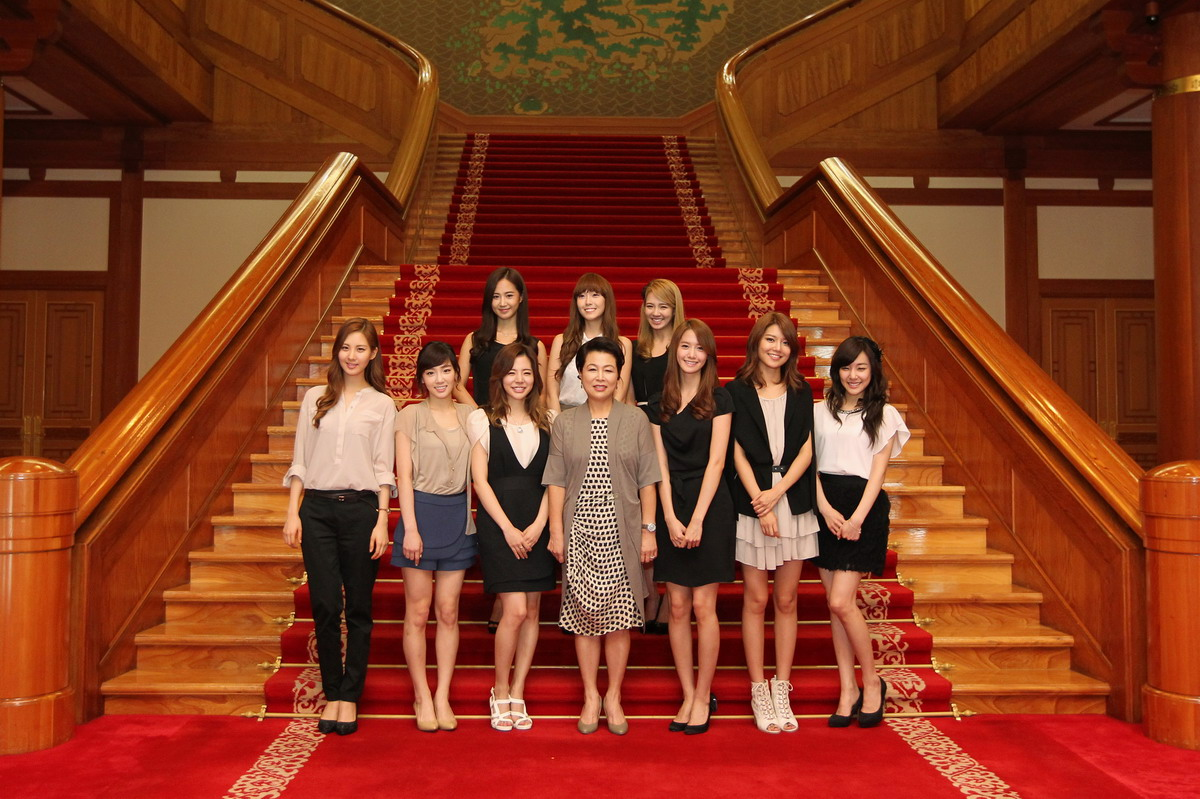
Girls' Generation та перша леді Республіки Корея Кім Юнок у Синьому домі, серпень 2011 року

Гурт потрапляв у першу десятку рейтингу Forbes Korea Power Celebrity 40 з 2010 по 2016 роки, та тричі очолював список (2011, 2012, 2014). З 2007 по 2016 роки Girls' Generation входили до п'ятірки найкращих співаків року за версією Gallup Korea, і лідирували у рейтингу три роки поспіль (2009, 2010, 2011). Sisa Journal назвав колектив найвпливовішими артистами 2011 та 2012 років, а Asia Today включив SNSD до списку 50 найвпливовіших людей Кореї у 2011 році. Того ж року Корейський інститут досліджень промислової політики назвав Girls' Generation одним із «Супербрендів» Південної Кореї. У 2012 році Girls' Generation стали першими знаменитостями, із зображеннями яких корейська пошта розповсюджувала офіційні поштові марки. 2015 року Корейське агентство творчого контенту визнало гурт одним із п'яти найкращих представників K-pop за останні два десятиріччя. У 2017 році Тамар Херман з «Білборд» поставила Girls' Generation на перше місце у списку «10 найкращих жіночих K-pop-гуртів останнього десятиріччя».
Сингл «Gee» був оголошений «Піснею десятиліття» і є одним з перших K-pop-творів, що привернули міжнародну увагу, згідно зі статистикою Google. Ієн Мартін з The Japan Times зауважив, що популярність гурту залишалася високою навіть після згасання Корейської хвилі у Японії у 2011—2012 роках. Протягом 2009—2011 років колектив заробив 68,8 мільярда вон (62 мільйони доларів), отримавши 20 мільйонів доларів прибутку та ставши найбільш прибутковим артистом лейблу SM Entertainment. Станом на 2012 рік Girls' Generation продали понад 30 мільйонів цифрових синглів і 4,4 мільйона фізичних альбомів, що зробило їх одними з найпродаваніших корейських виконавців. Їхні пісні широко визнані фірмовими для K-pop: Pitchfork включив «I Got a Boy» і «Gee» до списку 20 головних K-pop-пісень, назвавши їх «magnum opus» сучасної корейської музики. Spin поставив «Run Devil Run» і «Gee» на відповідно одинадцяте і п'яте місце у добірці найкращих K-pop пісень всіх часів. «Білборд» поставив пісню «I Got a Boy» на 21 місце у списку 100 найкращих пісень жіночих гуртів, описавши її як «доказ того, чому музика жіночих гуртів знаходиться у власній лізі з погляду захоплення та розширення меж». У 2023 році Rolling Stone назвав «Gee» найкращою піснею в історії корейської попмузики.

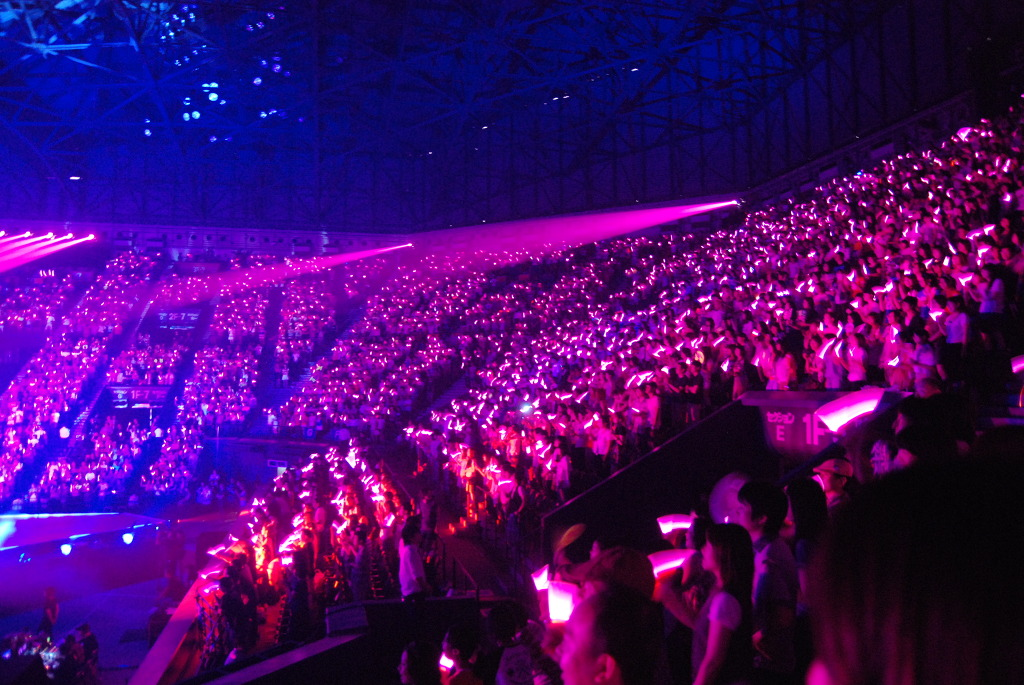
Концерт Girls' Generation, 2010 рік

Girls' Generation сталим першим дівочим гуртом, який має чотири музичні відео з понад 100 мільйонами переглядів на YouTube («Gee», «I Got a Boy», «The Boys» і «Mr. Taxi»), і першим азійським жіночим колективом з п'ятьма такими відеокліпами (після досягнення «Oh!»). У 2016 році «Білборд» повідомив, що касові збори з концертів Girls' Generation були найвищими серед корейських жіночих гуртів. SNSD виграли два Цифрові Тесани (головні призи за цифрові продажі) (2009 і 2011) і один Диск Тесан (за продаж альбому) (2010) на Golden Disk Awards; таким чином вони стали першим жіночим гуртом, який тричі поспіль виграв головний приз, і один з них у номінації «Альбом року» (Disk Daesang). Girls' Generation також виграли два головні призи на Seoul Music Awards, а на Mnet Asian Music Awards 2011 року перемогли у номінаціях «Артист року» та «Найкращий жіночий гурт». У Книзі рекордів Гіннеса за 2018 рік Girls' Generation зазначені як музичний колектив із найбільшою кількістю нагород на Melon Music Awards (13). На 2015 рік Girls' Generation стали переможцями 100 корейських музичних шоу.
Багато співачок K-pop надихалися або зазнавали впливу Girls' Generation, зокрема Момо, Сана і Міна з Twice, Мунбьоль з Mamamoo, Черьон з Itzy, Каріна з Aespa, Сакура з Le Sserafim, Цукі з Billlie, Чхве Єна та Кіна з Fifty Fifty. Дівочі гурти Apink, GFriend, Lovelyz, Oh My Girl, Red Velvet, Momoland, Iz*One, GWSN , STAYC, Melody Day, Dreamcatcher, Kep1er, Rocket Punch та Mimiirose назвали їх взірцями для наслідування.
Після возз'єднання з нагоди свого 15-річчя Girls' Generation стали одними з найдовше активних жіночих K-pop-колективів. У статті The Korea Herald, Чхве Джівон підкреслила важливість їхнього повернення в «індустрію, де більшість жіночих груп не витримують випробування часом», особливо враховуючи, що учасниці працюють у різних компаніях. Джефф Бенджамін з «Білборд» зауважив, що Girls' Generation є останнім прикладом тенденції, коли гурти залишаються разом, навіть якщо їхні учасники покидають батьківський лейбл. Дописувачі з «Кьонхян Сінмун» прокоментували, що у K-pop-індустрії, де «молодий вік має вирішальне значення», возз'єднання Girls' Generation і Kara у 2022 році стало важливою віхою в історії жіночих колективів.

## Рекламні бренди

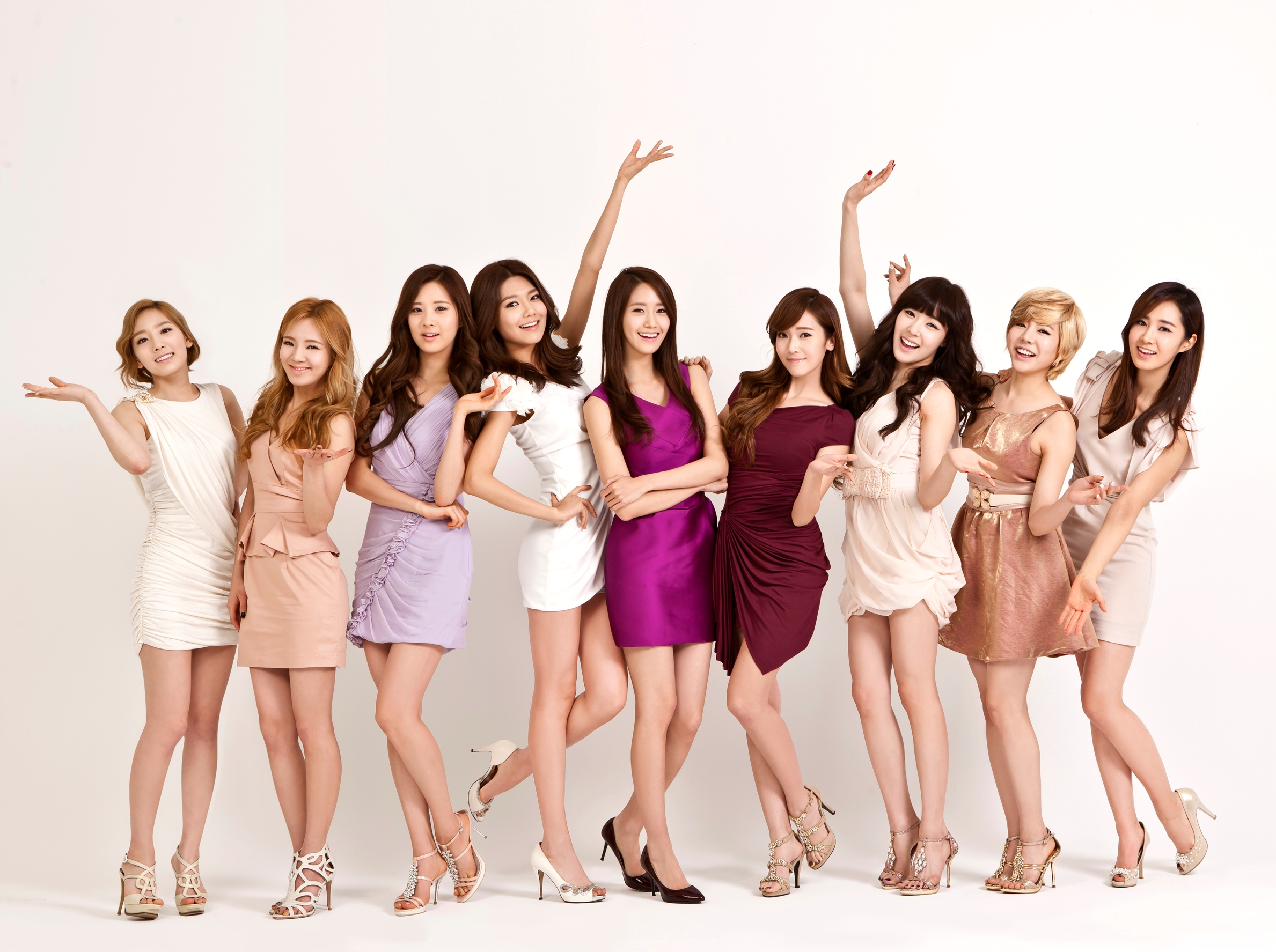
Girls' Generation позують для LG Electronics, 2012 рік. Зліва направо: Тхейон, Хьойон, Сохьон, Суйон, Юна, Джессіка, Тіффані, Санні, Юрі

Серед корейських зірок Girls' Generation найчастіше пропонували рекламні контракти з різноманітними брендами. Маркетологи вважали, що дівчата справляють приємне враження на публіку завдяки вокалу, зовнішності та почуттю моди. Колектив брав участь у понад сорока рекламних угодах з такими брендами, як LG, Intel, корейська куряча мережа Goobne Chicken, Casio, Samantha Thavasa, Domino's Pizza та Lotte. Також у співробітництві з корейським торговим центром 10 Corso Como Seoul вони випустили фірмовий парфум «Дівчина» (англ. Girl).
У 2009 році на хвилі популярності «Gee» колектив заробив 1,5 мільярда вон ($1,2 мільйона) доходу від рекламної підтримки. У 2011 і 2012 роках разом учасниці Girls' Generation були південнокорейськими знаменитостями, найбільш запрошуваними для рекламних роликів.

## Дискографія
| Корейські альбоми - Girls' Generation (2007) - Oh! (2010) - The Boys (2011) - I Got a Boy (2013) - Lion Heart (2015) - Holiday Night (2017) - Forever 1 (2022) | Японські альбоми - Girls' Generation (2011) - Girls & Peace (2012) - Love & Peace (2013) |

## Фільмографія
- «Я» (2012)[316]
- SMTown: The Stage (2015)[317]

## Концерти та тури
| Азійські тури - «Into The New World» (2009—2010) - «Girls' Generation Tour» (2011—2012) - «Girls & Peace World Tour» (2013—2014) - «Girls' Generation's Phantasia» (2015—2016) Японські тури - «The First Japan Arena Tour» (2011) - «Girls & Peace Japan 2nd Tour» (2013) - «Love & Peace Japan 3rd Tour» (2014) Особливі концерти - «Girls' Generation "The Best Live" at Tokyo Dome» (2014) Особливі події - Girls' Generation «Holiday to Remember» 10th Anniversary (2017) - 2022 Girls' Generation Special Event «Long Lasting Love» (2022) | - «SM Town Live '08» (2008—2009) - «SM Town Live '10 World Tour» (2010—2011) - «SM Town Live World Tour III» (2012—2013) - «SM Town Week» (2013) - «SM Town Live World Tour IV» (2014—2015) - «SM Town Live World Tour V» (2016) - «SM Town Live World Tour VI» (2017) - «SM Town Live 2022: SMCU Express» (2022) |

## Нотатки
1. ↑  Рекорд тримався до 2012 року, коли Psy із піснею «Gangnam Style» очолював хіт-парад протягом десяти тижнів поспіль
2. ↑  Саб-вокалісти і саб-репери слабші й отримують менше рядків у тексті, ніж ведучі та головні репери і вокалісти відповідно, а їхня головна роль полягає у підтримці останніх[175].
3. ↑  Віжуал — зовні найпривабливіший та найкрасивіший учасник (учасниця) гурту. Краса визначається за корейськими стандартами[en][176].
4. ↑  Центр — особа з центральною позицією у хореографії та фотосесіях. Центром K-pop-гурту зазвичай є харизматичний, всебічно розвинений учасник (учасниця), відмінний в усіх сферах, а його головна роль — приваблювати нових фанатів. Мати лише привабливий вигляд необхідно, але недостатньо для отримання центральної позиції. Юна є «піонером» цієї позиції і однією із перших ідолів, яка отримала її[177].
5. ↑  Макне — наймолодший учасник (учасниця) гурту[176].
6. ↑  Інші чотири — БоА, TVXQ, Big Bang і Psy[260].